# Alfred Rosling Bennett
Alfred Rosling Bennett (* 14. März 1850 in Islington, London; † 24. Mai 1928 in Matlock, Derbyshire) war ein englischer Elektroingenieur und Pionier der Elektrobeleuchtung und des Telefons.

## Leben
Bennett studierte an der Bellevue Academy in Greenwich, London. Er nahm dann 1869 eine Arbeitsstelle beim indischen Telegrafenamt an.
1873 kehrte er nach Großbritannien zurück und war in den frühen 1880er Jahren bei der Einführung der elektrischen Beleuchtung verantwortlich tätig. Er bekam Patente für eine Eisen-Alkali-Batterie, einen keramischen Telegraphen-Isolator und einen Telefon-Umformer.
1895 führte er ein Telefonsystem in Guernsey ein und wurde später Ingenieur bei den öffentlichen Telefongesellschaften in Glasgow, Royal Tunbridge Wells, Portsmouth, Brighton und Kingston upon Hull. Er war auch der erste technische Geschäftsführer der Telefongesellschaft von Jersey (jetzt Jersey Telecom), als diese 1923 das System vom General Post Office übernahm.
Sein ganzes Leben lang interessierte er sich für Eisenbahnen und war 1911 Vizepräsident der Institution of Locomotive Engineers.

## Werke
A. R. Bennett hat verschiedene Bücher geschrieben, unter anderem:
- The First Railway in London (über die London and Greenwich Railway)
- Historic Locomotives
- London and Londoners in the 1850s and 1860s
- A Saga of Guernsey
- The Telephone Systems of the Continent of Europe
- The Chronicles of Boulton's Siding